# Anomaloglossus murisipanensis
Anomaloglossus murisipanensis är en groddjursart som först beskrevs av La Marca 1997.  Anomaloglossus murisipanensis ingår i släktet Anomaloglossus och familjen Aromobatidae. IUCN kategoriserar arten globalt som sårbar. Inga underarter finns listade i Catalogue of Life.